# Auvers (Haute-Loire)
Auvers is een gemeente in het Franse departement Haute-Loire (regio Auvergne-Rhône-Alpes) en telt 60 inwoners (2009). De plaats maakt deel uit van het arrondissement Brioude.

## Geografie
De oppervlakte van Auvers bedraagt 21,5 km², de bevolkingsdichtheid is dus 2,8 inwoners per km².
De onderstaande kaart toont de ligging van Auvers (Haute-Loire) met de belangrijkste infrastructuur en aangrenzende gemeenten.

## Demografie
Onderstaande figuur toont het verloop van het inwonertal (bron: INSEE-tellingen).